# 79 до н. е.

## Події

### У Римі
- Консулами Римської республіки були обрані Аппій Клавдій Пульхр та Публій Сервілій Ватія Ісаврік.
- Полководець Гней Помпей Великий отримав тріумф першим з тих, хто не був сенатором.
- Диктатор Луцій Корнелій Сулла склав повноваження та залишив Рим.

### Астрономічні явища
- 17 березня. Кільцеподібне сонячне затемнення.[1]
- 10 вересня. Повне сонячне затемнення.[1]

## Народились
- Лю Сян — визначний китайський історик, текстолог, знавець старовинних канонів часів династії Рання Хань.